# Ауезов (селище)
Ауе́зов (каз. Әуезов) — селище у складі Жарминського району Абайської області Казахстану. Адміністративний центр Ауезовської селищної адміністрації.
Населення — 2766 осіб (2021; 2618 у 2009, 3993 у 1999, 4231 у 1989).
Станом на 1989 рік селище мало статус селища міського типу.